# Kristan Schneider
Kristan Alexander Schneider (* 8. Mai 1981 in Wien) ist ein österreichischer Mathematiker der Angewandten Mathematik mit dem Forschungsschwerpunkt Modellierung epidemiologischer Prozesse. Er ist Full Professor an der School of Medicine der University of New Mexico. Im Zuge der COVID-19-Pandemie erlangte er mediales Aufsehen in Deutschland.

## Leben
Von 1999 bis 2002 studierte Schneider Mathematik an der Universität Wien und schloss sein Studium als Magister der Naturwissenschaften (Mag. rer. nat.) ab. Er erhielt den Würdigungspreis des Bundesministeriums für Wissenschaft und Forschung. Er promovierte 2005 an der Universität Wien bei Reinhard Bürger (Dissertation: Mathematical models of frequency-dependent selection and assortative mating). Im Anschluss an sein Studium arbeitete er an der Universität Wien als Universitätsassistent. Von 2009 bis 2011 arbeitete er an der School of Life Sciences der Arizona State University. Er erwarb 2010 die Habilitation in Mathematik an der Universität Wien mit der Habilitationsschrift Maximization Principles in Models of Frequency-Dependent Selection. Seit 2012 ist er Professor für Modellbildung und Simulation an der Hochschule Mittweida. Seit 2024 ist er full Professor am Department for Internal Medicine an der School of Medicine (SOM) der University of New Mexico.
Kristan Schneider war von 2005 bis 2009 für die ÖVP gewähltes Mitglied der Bezirksvertretung im Wiener Gemeindebezirk Hietzing. Er legte 2009 sein Mandat als Bezirksrat nieder, als er beruflich an die Arizona State University wechselte.

## Wissenschaftliche Tätigkeit
Simulationen zur Ausbreitung der Malaria-Krankheit sind einer der Schwerpunkte seiner Forschung.
Schneider ist seit dem Beginn der COVID-19-Pandemie in Deutschland einer breiteren Öffentlichkeit bekannt geworden. Seine mathematischen Modelle lieferten Prognosen der COVID-19-Wellen. Durchseuchungsstrategien steht er kritisch gegenüber. Er erstellte anhand ihm entwickelter Modelle eine Reihe von Prognosen zu COVID-19-Fallzahlen in Deutschland und in Sachsen. Er forscht auch an schweren COVID-19-Verläufen insbesondere im Zusammenhang mit historisch benachteiligten Bevölkerungsgruppen.
Der Journalist Andrej Reisin kritisierte Ende Dezember 2021 im Online-Medienmagazin Übermedien die mangelnde Distanz des WDR-Formates Quarks zu Schneiders Modellierungen. Diese hätten sich im Nachhinein immer als zu hoch erwiesen. So habe Schneider am 25. November 2021 für den Jahreswechsel im Durchschnitt 200.000 Neuinfektionen pro Tag prognostiziert. Tatsächlich waren diese laut dem Datenwissenschaftler Daniel Haake zu diesem Zeitpunkt bereits im Fallen begriffen und lagen um Weihnachten bei 36.000 pro Tag. Quarks habe sich dennoch nicht von Schneiders Modellierungen distanziert und im Dezember sogar noch sein Modell zur Omikron-Welle veröffentlicht, das sich bereits nach wenigen Tagen ebenfalls als völlig überhöht erwiesen habe.